# Gunnar Larsson
Karl Gunnar Larsson  (Malmö, 12 mei 1951) is een voormalig internationaal topzwemmer uit Zweden, die twee gouden medailles won bij de Olympische Spelen van München (1972). Hij zegevierde in de hoofdstad van Beieren op zowel de 200 als de 400 meter wisselslag. Zijn tijden waren goed voor respectievelijk een wereld- en een olympisch record.
Een jaar later, bij de eerste officiële wereldkampioenschappen langebaan (50 meter) in Belgrado, won Larsson de titel op de 200 wissel. Hij geldt samen met Arne Borg als Zwedens grootste zwemmer uit de geschiedenis. In 1979 werd hij opgenomen in The International Swimming Hall of Fame. Larsson trainde afwisselend in Zweden en de Verenigde Staten.
1968: Charles Hickcox ·
1972: Gunnar Larsson ·
1984: Alex Baumann ·
1988: Tamás Darnyi ·
1992: Tamás Darnyi ·
1996: Attila Czene ·
2000: Massimiliano Rosolino ·
2004: Michael Phelps ·
2008: Michael Phelps ·
2012: Michael Phelps ·
2016: Michael Phelps ·
2020: Wang Shun ·
2024: Léon Marchand
1964: Dick Roth ·
1968: Charles Hickcox ·
1972: Gunnar Larsson ·
1976: Rod Strachan ·
1980: Oleksandr Sydorenko ·
1984: Alex Baumann ·
1988: Tamás Darnyi ·
1992: Tamás Darnyi ·
1996: Tom Dolan ·
2000: Tom Dolan ·
2004: Michael Phelps ·
2008: Michael Phelps ·
2012: Ryan Lochte ·
2016: Kosuke Hagino ·
2020: Chase Kalisz ·
2024: Léon Marchand